# Loeseliastrum
Loeseliastrum là một chi thực vật có hoa trong họ Polemoniaceae.

## Loài
Chi Loeseliastrum gồm các loài: